# 香港中文大學政務與政策科學學院
香港中文大學政務與政策科學學院 
，2024年8月1日前為香港中文大學政治與行政學系（英語：Department of Government and Public Administration），簡稱中大政政、或政政系，是香港中文大學社會科學院內其中一個學院，成立於1970年，提供學士、授課式碩士（公共政策社會科學碩士、大中華地區的政府與政治社會科學碩士）、研究式碩士及博士課程，學系辦公室位於聯合書院鄭棟材樓。
除學術事務外，學院師生常有參與社會運動，例如教師中關信基為香港公民黨創黨主席、鄭赤琰為幫幫香港出聲行動(幫港出聲)發起人之一，香港立法會議員中如梁美芬、陳克勤、陳家洛、林卓廷、區諾軒等則為校友。

## 重組
該學系在2021年開展「重組」計劃，擬與現有另外兩個直屬於社會科學院的本科課程（「全球研究」及「數據分析與政策研究」）合併成一間新學院（school），名稱待定。2024年8月1日，正式改為現制。

## 相關學者

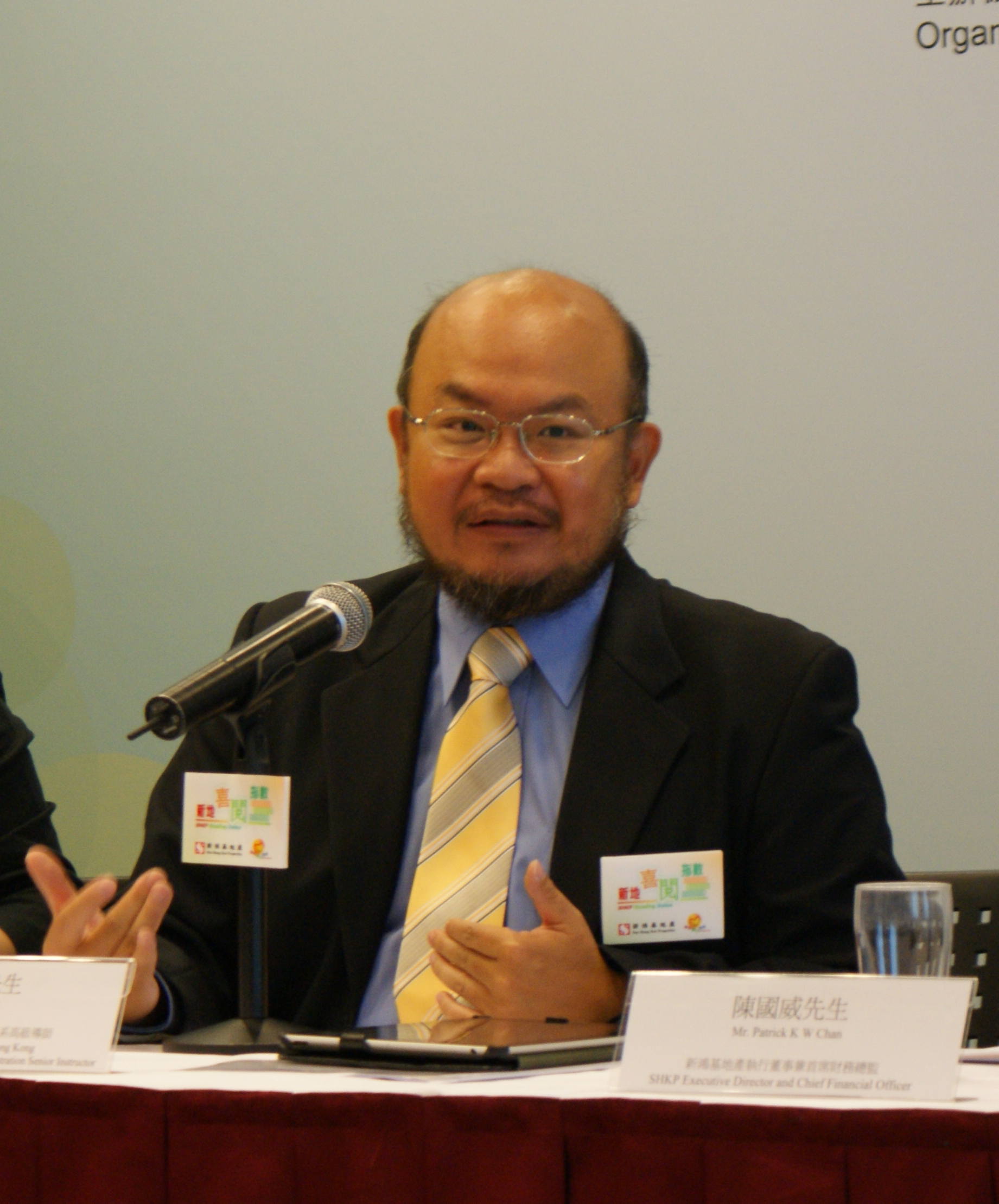
蔡子強，中大政政高級講師、校友，香港著名法律學者、時事評論員

- 黃宏發 - 學系創始人之一，前香港立法會議員、前香港立法局主席
- 鄭赤琰 - 前系主任、客席教授，幫幫香港出聲行動(幫港出聲)發起人之一 [3]
- 關信基 - 前系主任、榮休教授，香港公民黨創黨主席[4]
- 馬嶽 - 副教授，時事評論員
- 周保松 - 副教授
- 黃偉豪 - 副教授、校友，立法會議員陳克勤導師[5]
- 毛孟靜 - 客席講師，香港立法會議員
- 王紹光 - 客座教授、曾任教美國耶魯大學政治系，被譽為中國「新左派四大天王」之一，曾為中國國務院總理李克強的同班同學
- 蔡子強 - 高級講師、校友，時事評論員[6]

## 相關校友
- 羅淑佩 - 現任文化體育及旅遊局局長
- 梁美芬 - 香港立法會議員

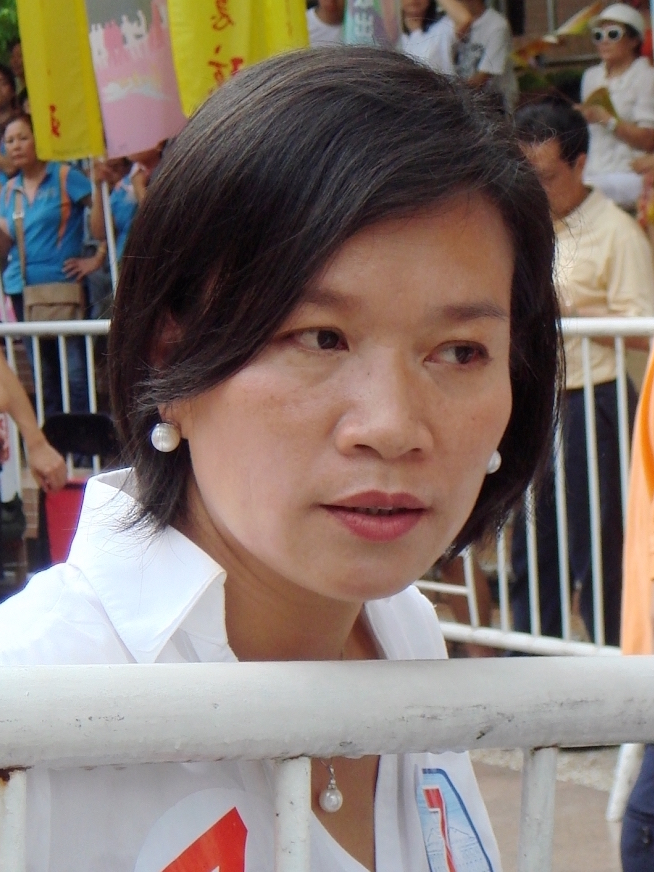
梁美芬，中大政政校友，香港城市大學法律學院副教授，香港立法會議員

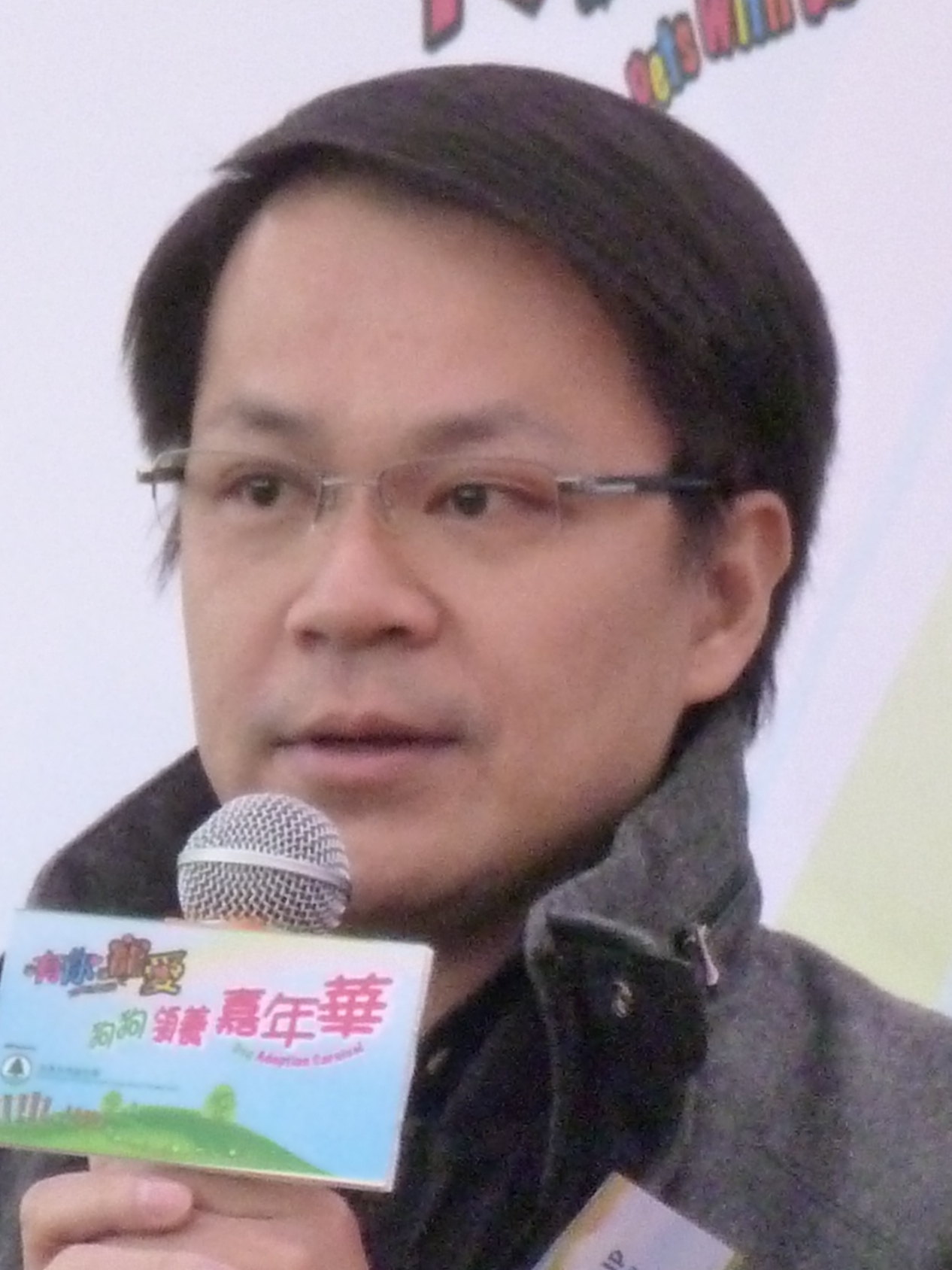
陳克勤，中大政政校友，香港立法會議員

- 陳克勤 - 香港行政會議成員，香港立法會議員
- 林卓廷 - 前香港立法會議員、前北區區議員
- 林雪麗 - 現任民政及青年事務局常任秘書長
- 梁卓文 - 現任公務員事務局常任秘書長
- 陳子達 - 現任香港海關關長
- 陳永良 - 香港律師，在反對雨傘革命中六十多位律師默站法庭反對佔領發起人之一，[7]「七警案」辯方律師[8]
- 陳偉信 - 香港中文大學社會科學院講師、香港國際問題研究所秘書長
- 張贊賢 - 前香港大學政治與公共行政學系副教授，現香港教育大學社會科學系教授（實踐）及系主任
- 鍾樂偉 - 朝鮮半島研究者
- 鄧飛 - 香港立法會議員、香港教育工作者聯會副主席
- 楊耀忠 - 前任香港教育工作者聯會會長
- 張秀賢 - 前學民思潮發言人、前任香港中文大學學生會會長、元朗區議員
- 岑敖暉 - 學運領袖，第57屆香港專上學生聯會副秘書長、荃灣區議員
- 楊政賢 - 前任香港中文大學學生會會長，民間人權陣線召集人
- 黎恩灝 - 前任香港中文大學學生會會長，民間人權陣線召集人，美國喬治城大學亞洲法中心研究員
- 陳倩瑩 - 前任香港中文大學學生會外務副會長，民間人權陣線召集人
- 區諾軒 - 前立法會及南區區議員、前任民間人權陣線召集人
- 馮永業 - 前經濟發展及勞工局副秘書長、前香港機場管理局總監
- 陳家洛 - 前任香港立法會議員、香港浸會大學政治及國際關係學系副教授
- 陳婉容 - 知名華人戰地記者、阿拉伯世界專家
- 方志恆、鄺健銘、何俊霆、房吉祥 - 《香港革新論》編者
- 黃學禮 - 2015年香港區議會選舉中當選的最年輕區議員
- 邵天虹 - 2015年香港區議會選舉中民建聯當選的最年輕區議員
- 夏添恩(Tim Summers) - 英國前駐香港總領事館領事，[9]博士論文《想像雲南：當代中國西南空間關係的政治經濟學》(Imagining Yunnan: The political economy of spatial relations in contemporary southwest China)導師為中大政政系教授王紹光[10]
- 葉文娟 - 現任香港行政長官辦公室主任，前保安局常任秘書長
- 郭嘉銓 - 現任香港警務處港島總區指揮官，前警察公共關係科總警司
- 黃世澤 - 時事評論員
- 陳正犖 - 花旗銀行財富管理業務高級投資策略師、前無綫新聞首席財經主播

## 外部連結
- 首頁 （页面存档备份，存于）